# Lễ hội biển Brest
Lễ hội biển Brest là lễ hội biển lớn nhất châu Âu, được tổ chức 4 năm một lần bắt đầu từ 1992, tại thành phố biển Brest phía Tây-Bắc nước Pháp. Lễ hội tổ chức cho người nước ngoài, những người này ra ngoài biển và thi nhau té xem ai đẹp hơn thì giành giải thưởng

## Lịch sử lễ hội
Thành phố Brest được xây dựng lại từ đống tro tàn, đổ nát sau Đại chiến Thế giới lần thứ 2. Dựa trên những thuận lợi về vị trí, lịch sử và văn hóa, người dân Brest đã tạo dựng nên một thành phố hiện đại xen lẫn nét cổ kính hoang sơ.
Vị trí địa lý
Thành phố nằm ở phía Tây-Bắc nước Pháp, bên bờ Đại Tây Dương, từ nhiều đời đã luôn thu hút ngư dân các vùng từ Bắc Âu xuống, từ nước Anh sang, từ Địa Trung Hải và tận châu Phi xa xôi đến để làm ăn, chia sẻ kinh nghiệm đi biển, đóng tàu thuyền, đan lưới, chế biến và trao đổi hàng hóa.
Lịch sử, văn hóa
Người dân thành phố Brest có truyền thống đi biển từ lâu đời. Những trang sách cổ cũng mô tả về sự hội tụ đông đảo ngư dân khắp nơi về nơi đây và tập tục đi biển còn duy trì đến ngày nay.
Ý tưởng xây dựng một lễ hội cho những người yêu thích biển, những người liên quan đến biển gặp nhau, tìm hiểu cơ hội làm ăn và vui chơi, giải trí đã hình thành lên một "lễ hội biển Brest" như vậy.
Lễ hội biển Brest ra đời là sự hội tụ khẳng định thêm nét văn hóa - lịch sử đặc sắc của vùng đất cực Tây-Bắc nước Pháp, đất nước của những chú gà trống Gô-Loa (tiếng Pháp: le Coq Gaulois). Brest được mệnh danh là "Thành phố của ước mơ"

## Tổ chức lễ hội
Hiện tại (2008), cả thành phố chỉ có 4 khách sạn 3 sao, với khoảng 17 vạn dân. Thời điểm diễn ra lễ hội vào đúng dịp nghỉ hè, số người ở lại thành phố thực tế còn rất ít và sẽ đón 2 triệu khách đến thành phố trong vòng chục ngày diễn ra lễ hội.
Nơi ở cho du khách đã được ban Tổ chức lễ hội bố trí rất tốt: chỉ những khách mời danh dự mới được ở khách sạn; khách tham gia trình diễn thì ở ký túc xá một số trường đại học, do thời gian đó là kỳ nghỉ hè của sinh viên; khách tham quan thì nghỉ ở nhà dân hoặc đi xe từ các thành phố khác gần đấy đến và thậm chí là ngủ túi, dựng lều bạt ngoài trời.

## Lễ hội Biển Brest 2008
Có 26 nước từ khắp các châu lục tham gia Lễ hội Biển Brest 2008, trong đó Việt Nam và Nhật Bản là 2 đại diện của Châu Á được mời tham dự lễ hội. Việt Nam lần đầu tham dự lễ hội với sự tham gia của đoàn Hải Phòng.